# تیم هارداوی جونیور
تیم هارداوی جونیور (انگلیسی: Tim Hardaway Jr.؛ زادهٔ ۱۶ مارس ۱۹۹۲) بازیکن بسکتبال اهل ایالات متحده آمریکا است.

## حرفه
از باشگاه‌هایی که در آن بازی کرده‌است می‌توان به نیویورک نیکس و آتلانتا هاوکس اشاره کرد.